# Bieglów
Bieglów – wieś w Polsce położona w województwie świętokrzyskim, w powiecie kazimierskim, w gminie Czarnocin,
| SIMC    | Nazwa         | Rodzaj    |
| ------- | ------------- | --------- |
| 0235683 | Bugaj         | część wsi |
| 0235690 | Nowy Bieglów  | część wsi |
| 0235708 | Stary Bieglów | część wsi |

W latach 1975–1998 miejscowość administracyjnie należała do województwa kieleckiego.